# Fragile (예스의 음반)
| 전문가 평가              | 전문가 평가 |
| 평가 점수                | 평가 점수   |
| 출처                     | 점수        |
| ------------------------ | ----------- |
| Allmusic                 | [ 2 ]       |
| Christgau's Record Guide | B           |
| The Daily Vault          | A-          |
| Pitchfork                | 8.8/10      |
| Rolling Stone (1972)     | Favourable  |
| Rolling Stone (2003)     | [ 7 ]       |
| The Village Voice        | B           |

《Fragile》은 1971년 11월 12일, 애틀랜틱 레코드가 발매한 영국의 프로그레시브 록 밴드 예스의 네 번째 스튜디오 음반이다. 그들의 이전 음반인 《The Yes Album》 (1971년)을 지원하기 위한 투어의 성공에 뒤이어, 밴드는 후속 작업을 하기 위해 런던에서 다시 뭉쳤다. 세션 초기에 키보디스트인 토니 케이는 더 많은 신시사이저를 배우기를 꺼려 해고되었고 스트롭스의 릭 웨이크먼으로 대체되었는데, 더 넓은 범위의 키보드에서의 경험은 그룹의 사운드를 확장시켰다. 《Fragile》의 4곡은 그룹 구성이고, 나머지 5곡은 각 멤버가 작곡한 솔로곡이다. 이 밴드의 커버는 밴드의 첫 번째 작품이며, 많은 커버와 무대 세트를 디자인한 로저 딘에 의해 디자인되었다.
《Fragile》은 발매와 동시에 긍정적인 반응을 얻었으며 상업적이고 비판적인 성공을 거두었으며, 미국 빌보드 200 차트에서 4위, 영국 음반 차트에서 7위에 올랐다. 예스는 이 음반의 싱글로 〈Roundabout〉의 편집 버전을 발표했는데, 이 곡은 13위에 올랐으며, 이 음반의 가장 잘 알려진 곡들 중 하나로 남아 있다. 《Fragile》은 미국에서 2백만 장 이상 팔린 것으로 미국 음반 산업 협회에 의해 플래티넘 2배를 받았다. 발매 이후 여러 차례 리마스터드되었으며, 일부는 이전에 발매되지 않은 트랙을 포함하고 있다.

## 배경

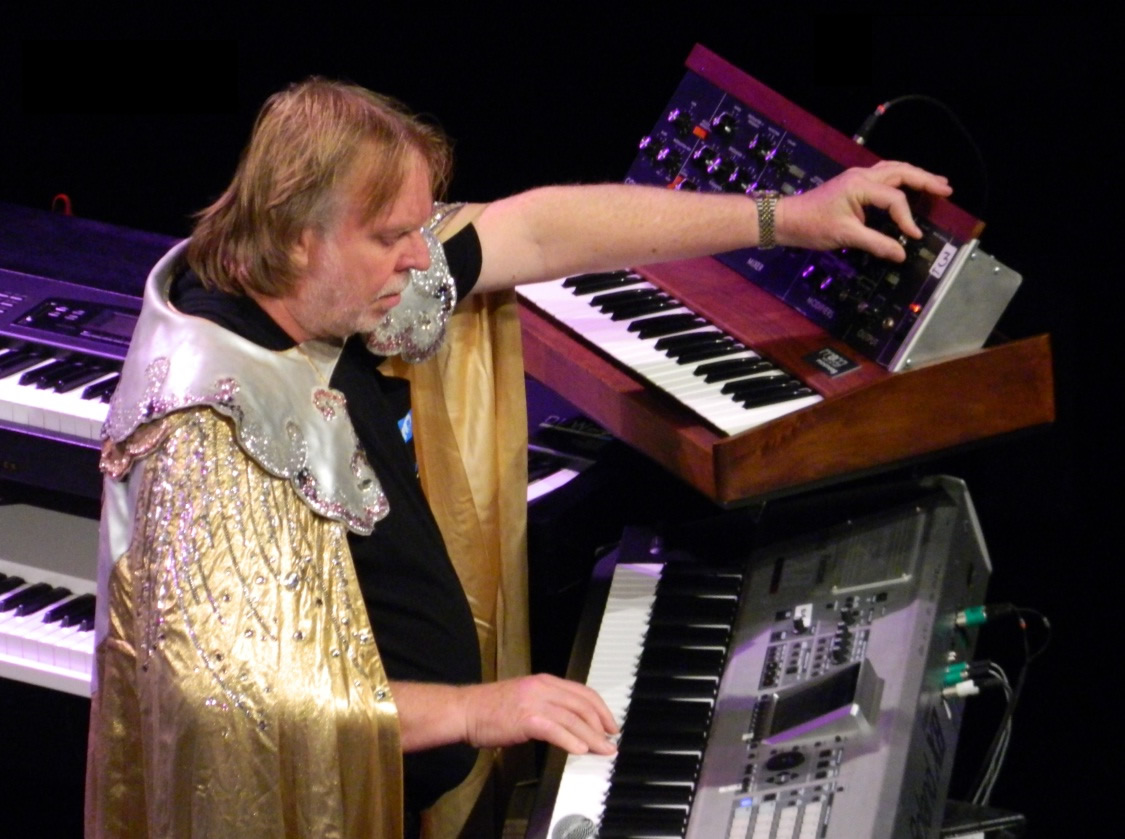
《Fragile》은 2012년 이곳에서 찍은 키보디스트 릭 웨이크먼이 참여한 밴드의 첫 번째 음반이다.

1971년 7월 31일, 예스는 런던 크리스탈 팰리스 파크에서 1970년~71년 투어의 마지막 콘서트를 열었고, 1971년 음반 《The Yes Album》을 후원했다. 이 투어는 《The Yes Album》과 싱글 〈Your Move〉가 미국 톱 40에 오르면서 탄력을 받을 수 있었던 미국에서의 첫 번째 공연을 포함했기 때문에 밴드에 있어서 의미심장했다. 이 시간 동안의 라인업은 리드 보컬 존 앤더슨, 베이시스트 크리스 스콰이어, 드러머 빌 브루퍼드, 키보디스트 토니 케이, 기타리스트 스티브 하우 등으로 구성되었다. 투어에 이어, 예스는 스튜디오와 라이브 트랙이 결합된 더블 음반으로 원래 구상되었던 그들의 다음 스튜디오 음반에 대한 작업을 시작했다. 그 개념은 그것을 만드는 데 필요한 시간이 증가했기 때문에 실현될 수 없었다. 프로듀서 톰 다우드와 함께 플로리다주 마이애미에서 녹음해야 할 아이디어들 또한 결실을 맺지 못했다.
1971년 8월, 런던의 "셰퍼드 시장의 작은 리허설 스튜디오"에서 리허설이 진행되었다. 녹음이 시작되자, 케이는 그의 해먼드 오르간과 피아노 너머로 그의 사운드를 확장하고 멜로트론이나 모그 신시사이저와 같은 새로운 악기를 연주하는 것을 꺼려했고, 특히 앤더슨과 스콰이어 같은 밴드 동료들과 예술적인 의견 차이를 일으켰다. 케이는 곧 예스에서 해임되었고, 포크 록 밴드 스트롭스의 멤버이자 주문형 세션 음악가였던 매우 다양한 키보드 악기를 연주한 경험이 있는 클래식 교육을 받은 피아니스트 릭 웨이크먼에서 대체물이 발견되었다. 웨이크먼은 같은 날 데이비드 보위의 투어 밴드 예스에 합류할 것을 요청받은 자리를 제안받았고, 더 많은 예술적 자유를 얻을 수 있는 기회 때문에 예스를 선택했다. 그는 〈Heart of the Sunrise〉를 리허설할 때 그룹에 합류했다. 스콰이어는 첫 번째 세션에 대해 다음과 같이 말했다. "이것은 멜로트론과 모그의 실제 모습을 처음으로 보여주었습니다. 이러한 악기들의 향미를 우리가 이미 연구한 작품에 더했습니다." 웨이크먼에 따르면 이날 〈Roundabout〉의 기본 구조도 짜여졌다.

## 발매
1971년 11월 12일, 영국에서 발매되었고, 1972년 1월 4일, 미국에서 발매되었다. 원래는 같은 시기에 후자에 발매될 예정이었으나, 커버의 인쇄가 지연되면서 발매가 미뤄졌다. 미국 빌보드 200 차트에서 4위, 영국에서는 7위로 정점을 찍었다. 〈Roundabout〉은 3분 27초로 미국에서 싱글로 발매되었고, 〈Long Distance Runround〉는 B-사이드에서 발매되었다. 1972년 4월 빌보드 핫 100 차트에서 13위로 정점을 찍었다. 1972년 4월, 《Fragile》은 미국 음반 산업 협회에 의해 골드 인증을 받았다. 이 음반은 미국 음반 산업 협회에 의해 2백만 장 이상의 판매량에 대해 이중 플래티넘 인증을 받았다. 이 음반은 영국 축음기 협회에서 실버 인증을 받았다.

## 곡 목록
자세한 내용은 1971년 미국 애틀랜틱 음반 (영국 발매에서는 실행 시간이 나열되지 않음)에서 가져온 것이며, 다른 발매에서는 다른 정보를 표시할 수 있다.
| #  | 제목                       | 작사·작곡                           | 재생 시간 |
| -- | -------------------------- | ----------------------------------- | --------- |
| 1. | 〈Roundabout〉             | 존 앤더슨, 스티브 하우              | 3:36      |
| 2. | 〈Cans and Brahms〉 (기악) | 요하네스 브람스, 릭 웨이크먼 (편곡) | 1:35      |
| 3. | 〈We Have Heaven〉         | 앤더슨                              | 1:30      |
| 4. | 〈South Side of the Sky〉  | 앤더슨, 크리스 스콰이어             | 8:04      |

| #  | 제목                                   | 작사·작곡                  | 재생 시간 |
| -- | -------------------------------------- | -------------------------- | --------- |
| 1. | 〈Five Per Cent for Nothing〉 (기악)   | 빌 브루퍼드                | 0:35      |
| 2. | 〈Long Distance Runaround〉            | 앤더슨                     | 3:33      |
| 3. | 〈The Fish (Schindleria Praematurus)〉 | 스콰이어                   | 2:35      |
| 4. | 〈Mood for a Day〉 (기악)              | 하우                       | 3:57      |
| 5. | 〈Heart of the Sunrise〉               | 앤더슨, 스콰이어, 브루퍼드 | 10:34     |

## 인증
| 국가                       | 인증        | 판매량/출하량 |
| -------------------------- | ----------- | ------------- |
| 영국 (BPI)                 | 플래티넘    | 300,000^      |
| 미국 (RIAA)                | 2× 플래티넘 | 2,000,000^    |
| ^출하량을 기반으로 한 인증 |             |               |